# Rudolf Schlichter
Rudolf Schlichter (* 6. Dezember 1890 in Calw; † 3. Mai 1955 in München) war ein deutscher Künstler, insbesondere Maler und Graphiker, und Schriftsteller. Er gilt als einer der wichtigsten Vertreter der kritisch-realistischen Stilkategorie des Verismus innerhalb der Kunstrichtung Neue Sachlichkeit.

## Leben

### Kindheit
Rudolf Schlichter, der früh den Vater verlor, wuchs als jüngstes von sechs Geschwistern auf. Seine Mutter – sie arbeitete als Näherin in Heimarbeit – war evangelisch, der Vater – Beruf Lohngärtner – katholisch; nach dem Willen des Vaters wurden die Kinder katholisch erzogen. Er besuchte die Lateinschule in Calw bis zur sechsten Klasse. Ab 1904 machte er eine Lehre als Porzellanmaler in Pforzheim. Seine bei Carl Zuckmayer überlieferte Behauptung, er habe vom zwölften bis vierzehnten Lebensjahr als Liftboy in einem Grand-Hotel gearbeitet und dabei seine Sammlung von spitzen Damenschuhen zusammengestohlen, ist an keiner Stelle belegt. In seiner Autobiographie führt Schlichter allerdings aus, bereits als Kind die neuen Stiefel anderer Knaben mit „großer Lüsternheit“ betrachtet und von den Knopfstiefeln seiner älteren Schwester Gertrud „sinnlich ganz außerordentlich erregt“ worden zu sein. „Am liebsten hätte ich mir die Stiefel selbst angezogen, aber nur heimlich, wenn es niemand sah.“ Im Pubertätsalter probierte er Damenstiefel das erste Mal heimlich und „mit zitternden Händen“ selber an, um sie „recht ausgiebig zu genießen“, sich dabei „als Mädchen“ fühlend.

### Studium und Erster Weltkrieg
Von 1907 bis 1909 besuchte Schlichter die Kunstgewerbeschule in Stuttgart. Anschließend bereitete er sich in der Karlsruher Malerschule von Ludwig Wilhelm Plock auf die Akademie vor. Von 1910 bis 1916 studierte er an der Kunstakademie in Karlsruhe. Das Verzeichnis der Studierenden führt ihn bis zum Sommersemester 1911 in der Klasse von Walter Georgi, von 1911 bis 1913 in der Klasse des Porträt- und Aktmalers Caspar Ritter und ab Wintersemester 1913 als dessen Ateliersstudent. Schlichters weitere Lehrer waren Walter Conz, Wilhelm Trübner und Hans Thoma. Studienkollegen waren u. a. Willi Egler, Egon Itta, Willi Müller-Hufschmid, Wladimir Lukianowitsch Zabotin. Bereits während seines Studiums entwickelte sich Schlichter in Auflehnung gegen tradierte bürgerliche Wertvorstellungen zu einem Künstler, der sich den zeitgenössischen Bohème-Idealen verbunden sah.
Gern inszenierte er sich, seinem Vorbild Oscar Wilde folgend, als Dandy. Schlichter unternahm verschiedentlich Studienreisen ins elsässische Straßburg, nach Italien und Frankreich und bekam durch den Malerkollegen Julius Kaspar Kontakte zur Unterwelt. Um 1910 besuchte er erstmals Berlin, wo sein Bruder Max Schlichter (1882–1932) zu dieser Zeit als Küchenchef im renommierten Hotel Kaiserhof tätig war. Als dandyhafter Flaneur durch die Vergnügungsstraßen der Hauptstadt mit ihren hellen und dunklen Bezirken erlebte er die „pausenlose Abfolge von Angsterfahrungen – besonders durch die Gegenwart der Nutten, Schwulen, Kriminellen in diesen Straßen“; diese „lösten bei ihm panikartigen ‚thrill‘ aus, der sein kleinstädtisches Erfahrungs- und Erlebnispotential sprengte“.
Nachdem er zu Beginn der Jahre in Karlsruhe bei Verwandten gewohnt hatte, lebte der Masochist Schlichter, dessen Sexualität von Schuhfetischismus, Strangulation und Gewalt geprägt war, später mit der Gelegenheitsprostituierten Fanny Hablützel zusammen und verkaufte von ihm unter dem Pseudonym Udor Rétyl angefertigte pornographische Grafiken (Abnehmer waren unter anderem seine Professoren Thoma und Keller).
Wegen seiner Kurzsichtigkeit war Schlichter während des Ersten Weltkriegs zunächst vom Militärdienst freigestellt. Ab 1916 wurde er als Munitionsfahrer an der Westfront eingesetzt, kam aber im Jahr darauf nach einem Hungerstreik von der Westfront zurück. 1918 wurde er Mitglied eines Soldatenrates.

### Künstlerisches Wirken in den 1920er Jahren in Berlin
Eine erste Ausstellung hatte Rudolf Schlichter 1919 in der Galerie Iwan Moos, Kaiserstraße 87 in Karlsruhe. Kurz vor Ausstellungseröffnung gründete er zusammen mit anderen ehemaligen Absolventen der Großherzoglichen Badischen Kunstschule Wladimir von Zabotin, Georg Scholz, Eugen Segewitz, Walter Becker, Egon Itta und Oskar Fischer die Gruppe Rih. Die Künstler waren entschlossen, mit ihren Werken, die dem Expressionismus oder dem Dadaismus zuordenbar waren, der eher konservativen Karlsruher Kunstszene etwas entgegenzusetzen. Die Gruppe setzte provokante Zeichen; mit Kreide auf Hauswände gezeichnete Phallussymbole wiesen den Weg zum Ausstellungslokal. Die provokanten Themen der Ausstellung und die neue Formensprache wurden vor Ort sehr kontrovers diskutiert. Noch 1919 siedelte Schlichter nach Berlin über, wo er sich der Novembergruppe, der Berliner Secession und den Berliner Dadaisten anschloss und politisch aktiv wurde. Eine erste Präsentation seiner Bilder im neuen Restaurant „Schlichter“ seines Bruders Max (bis 1925 im Tauentzien in der Marburger Straße ansässig, danach an der Ecke Ansbacher Straße/Martin Luther Straße) verschaffte Schlichter in Künstlerkreisen der Hauptstadt rasch eine gewisse Bekanntschaft, u. a. bei John Heartfield oder George Grosz, mit dem er sich zeitweise ein Atelier teilte und dieselben Modelle zeichnete.
1920 hatte er seine erste Einzelausstellung in der Berliner Galerie Burchard und nahm er an der Ersten Internationalen Dada-Messe teil. Hier sorgte das Objekt „Preußischer Erzengel“, eine an der Decke hängenden Soldatenpuppe mit Schweinskopf, das er zusammen mit Heartfield geschaffen hatte, für einen Skandal. Wegen Beleidigung der Reichswehr erfolgte eine Anklage gegen Schlichter, George Grosz, Wieland Herzfelde, John Heartfield sowie den Galeristen Otto Burchard.
Politisch engagierte sich Schlichter in politisch linken Organisationen und in der kommunistischen Partei KPD, deren Mitglied er 1919 wurde und bis 1927 blieb. Etwa ab 1922 lebte er wieder mit einer Prostituierten zusammen. Sein Freundes- und Bekanntenkreis reichte von Bertolt Brecht, Fritz Sternberg, Alfred Döblin, Geza von Cziffra und Grosz bis hin zu Carl Zuckmayer, den er schon in Karlsruhe kennengelernt hatte. Nach dem Zerwürfnis mit der Novembergruppe gehörte er 1924 zu den Gründern der Roten Gruppe, die in Opposition zu dieser stand. Im selben Jahr beteiligte er sich an der ersten deutschen Kunstausstellung in der UdSSR. 1925 waren Werke Schlichters in der von Gustav Friedrich Hartlaub, dem Direktor der Mannheimer Kunsthalle, initiierten Ausstellung Neue Sachlichkeit in Mannheim zu sehen. 1926 beteiligte er sich mit namhaften linken Künstlern im Ausstellungssaal des Berliner Vergnügungsparks ULAP an einer Ausstellung proletarischer und antimilitaristischer Kunst. Es folgten Ausstellungsbeteiligungen im Jahre 1927 an „Das Problem der Bildnisgestaltung in der jungen Kunst“ sowie im Jahr darauf an der Einzelausstellung „Rudolf Schlichter“, jeweils in der Galerie Neumann-Nierendorf in Berlin. 1928 wurde er Mitglied der Berliner Sektion der Assoziation revolutionärer bildender Künstler (Asso), die die Kunst als Waffe im linksrevolutionären Kampf betrachtete.
1927 lernte Schlichter seine spätere Frau Elfriede Elisabeth Schlichter, genannt „Speedy“ (1902–1975), kennen, der wegen ihres Aussehens und Auftretens in Berliner Künstlerkreisen der Ruf einer „Lebedame“ vorausging. Sie wurde fortan seine wichtigste Vertraute und Bezugsperson. 1929 heiratete das Paar. Fortan beteiligte sich Speedy durch wechselnde, sich finanziell auszahlende Liebschaften am Lebensunterhalt des Paars, was zu Schuldgefühlen und Eifersuchtsausbrüchen bei ihrem Ehemann führte. Seine Ehefrau hat Schlichter auf zahllosen Zeichnungen, Skizzen, Aquarellen und Gemälden dargestellt.

### Rückzug in die Provinz in den 1930er Jahren
Unter dem Einfluss seiner Frau wandte er sich in den frühen 1930er Jahren vom Kommunismus und der Berliner Avantgarde ab und begann sich wieder dem Katholizismus zuzuwenden und mit dem Kreis der neuen Nationalisten zu sympathisieren. „In dieser Phase des Umbruchs experimentierte Schlichter in seinen Bilder vorübergehend mit expressiven Ausdrucksformen und einem eher malerischen Stil“. Seinen Bekanntenkreis erweiterte er um die Autoren Arnolt Bronnen, Ernst von Salomon, die Brüder Ernst Jünger und Friedrich Georg Jünger und den Politiker Ernst Niekisch.
Zunächst glaubte Schlichter, durch den Entwurf eines religiös-nationalen Kunstkonzepts an der nationalen Revolution teilhaben zu können. Die kunstpädagogische Aufgabe vorab bestehe darin, die „Grundlage einer neuen, deutschen und weltgeltenden Volkskultur zu schaffen“.
Die Machtergreifung der Nationalsozialisten wurde von Schlichter mit Sympathie begleitet. Er meinte nun, sich nicht mehr in „irgendeinem alljüdischen Künstlertrödelgeschäft“ behaupten zu müssen, wie er in einem Brief an seinen Künstlerkollegen Franz Radziwill schrieb, den er mit „Sieg und Heil“ zeichnete. 1932 war das Ehepaar Schlichter bereits zurück in die schwäbische Heimat des Künstlers gesiedelt und hatte sich in Rottenburg niedergelassen.
Hier unterhielt Schlichter gute Beziehungen zu Bischof Joannes Baptista Sproll, einem offenen Gegner der Nationalsozialisten, den er porträtierte. Auch die Bekanntschaft mit Carlo Schmid, einem der späteren Väter des Grundgesetzes, ist bezeugt. Nach dem Verbot seiner autobiographischen Bücher noch 1933 wurde Schlichter sich bewusst, dass die neuen Machthaber kein Interesse an ihm zeigten. Eine regimekritische Zeichnung, die er für die katholische Jugendzeitschrift Junge Front fertigte, führte 1934 zum Ausschluss aus der Reichsschrifttumskammer und dem Reichsverband Deutscher Schriftsteller. Die Reichsschrifttumskammer erkannte ihm angesichts anarchistischer und pornographischer Inhalte seiner autobiographischen Schriften 1935 nicht die „Eignung zu einem kulturschöpferischen Beruf“ zu.
Eine mehr oder weniger geheime Ausstellung an seinem neuen Wohnort Stuttgart wurde dagegen noch 1936 durch die Unterstützung von Hugo Borst in dessen Stuttgarter Privatgalerie im Haus Sonnenhalde ermöglicht – im stärker kontrollierten Bereich der Museen und öffentlichen Institutionen wäre das nicht mehr möglich gewesen. 1937 wurden in der NS-Aktion „Entartete Kunst“ bis zu 17 seiner Werke beschlagnahmt – darunter auch ein Porträt Ernst Jüngers von 1937 mit nacktem Oberkörper vor Juralandschaft. Sie stammten u. a. aus dem zur Berliner Nationalgalerie gehörenden Kronprinzenpalais, dem Stadtbesitz von Berlin, dem Kupferstichkabinett Berlin, dem Museum für Kunst und Heimatgeschichte Erfurt, den Städtischen Sammlungen Freiburg im Breisgau, der Kunstsammlung der Universität Göttingen, der Staatliche Kunsthalle Karlsruhe, der Städtischen Kunsthalle Mannheim, dem heutigen Saarland-Museum (ehemals Staatliches Museum Saarbrücken) und der Städtischen Bildergalerie Wuppertal-Elberfeld (heute: von der Heydt-Museum). Einige wurde dann in den Propaganda-Ausstellungen „Entartete Kunst“ vorgeführt, einige vernichtet. Anfang 1938 wurde Schlichter vorübergehend auch aus der Reichskammer der Bildenden Künste ausgeschlossen und kam kurz darauf, wegen „unnationalsozialistischer Lebensführung“ denunziert, für drei Monate in Untersuchungshaft. Er zog 1939 nach München, wo er unter anderem Kontakt zu Hans Scholl hatte und sich dem Kreis um die katholische Zeitschrift Hochland um Max Stefl, Carl Muth, Theodor Haecker und Alois Dempf anschloss. 1939 konnte er eine Zeichnung auf der Großen Deutschen Kunstausstellung in München zeigen. 1942 wurde Schlichter ausgebombt und verlor dabei einen Teil seiner Werke. Die Annäherung vieler seiner zwischen 1933 und 1939 entstandenen Arbeiten an die NS-Kunstdoktrin erfüllte Schlichter nach 1945 selbst „mit Ekel“.

### Künstlerisches Wirken nach dem Zweiten Weltkrieg
Nach dem Zweiten Weltkrieg nahm er 1946 an der 1. Allgemeine Deutschen Kunstausstellung der Nachkriegszeit in Dresden sowie im selben Jahr an der 1. Ausstellung im Schaezlerpalais in Augsburg teil und gründete in München die Neue Gruppe, deren Vorsitz er zusammen mit Adolf Hartmann innehatte. Schlichter sah sich nun künstlerisch einem der Malerei Dalís nahestehenden Surrealismus zugeordnet. Gelegentlich arbeitete er für die satirische Zeitschrift Der Simpl. 1950 trat er dem wiedergegründeten Deutschen Künstlerbund bei, zu dessen erster Ausstellung 1951 in Berlin er die 1948 gemalten Ölgemälde Barbelohymne (80 × 60 cm) und Frühzeit (62 × 51 cm) beisteuerte. 1954 war er mit acht Arbeiten auf der Biennale in Venedig vertreten. 1953 und 1955, wenige Wochen vor seinem Tod, hatte er noch einmal Einzelausstellungen in München. Schlichter starb an Urämie infolge eines metastasierenden Darmkrebses und wurde auf dem Münchener Waldfriedhof beerdigt.

## Bildnerisches Werk
Rudolf Schlichter brachte sich als Kind das Zeichnen selbst bei, indem er Bildreproduktionen biblischer Geschichten, die er vom Pfarrer erhielt, abmalte. Vor allem drastische, naturalistische Darstellungen biblischer Szenen faszinierten den Buben, wie der Kindermord zu Bethlehem, die Kreuztragung und Darstellungen der Höllenqualen der Verdammten. So entwickelte er sich schon in früher Jugend zu einem talentierten Zeichner, dessen Fähigkeiten seiner Mutter, aber auch in der Schule kenntlich wurden. Schon seit diesen Tagen seiner Kindheit hatte Schlichter ein persönliches Faible für die Werke von James Fenimore Cooper (Lederstrumpf) und von Karl May; es entstanden zahlreiche comic-artige Wildwest-Fantasien, mit denen er seine Lektüren bebilderte. Klare, farbenfrohe Kompositionen, die leicht verständlich erscheinen, prägten seine damaligen Malstudien. Schlichter war nicht nur ein begabter Zeichner, sondern auch ein begnadeter Aquarellmaler.

„Schlichter versteht es, die gesamte Palette der handwerklich-technischen Möglichkeiten des Aquarells gezielt und wirkungsvoll einzusetzen.“

Seine Stilmittel entsprachen dem jeweiligen Zeitgeschmack: präzise Zeichnungen und Avantgarde-Fingerübungen der 1910er Jahre, sodann Sittenbilder aus den 1920er Jahren, die dem sachlichen Realismus zuzuordnen sind und voll von radikaler Sozialkritik und schwüler Erotik sind. Schlichter wurde zum wesentlichen Vertreter der Kunstgattung des Verismus innerhalb der Neuen Sachlichkeit, die die gesellschaftliche Wirklichkeit in der Weimarer Republik mit eindrücklicher Drastik darstellte.
Schlichters Porträts aus den 1920er Jahren ragen heraus: zum Beispiel von Brecht in der Lederjacke mit Zigarre; von der Schauspielerin Helene Weigel, von den Literaten Alfred Döblin, Remarque, Egon Erwin Kisch vor dem Romanischen Café. Die Bildnisse seiner Mutter und seines Bruders Max sind weitere eindrucksvolle Beispiele seiner Meisterschaft. Max Schlichter betrieb in Berlin ein unter Künstlern und Intellektuellen geschätztes Lokal ("Schlichters"), das unweit der pulsierenden Einkaufsmeile Tauentzien lag. Hier konnte Schlichter seine Werke ausstellen und verkaufen; hier knüpfte er Kontakte zu avantgardistischen Künstlerkreisen und zur gehobenen Gesellschaft der Hauptstadt, hier lernte er seine spätere Ehefrau „Speedy“ kennen. Regelmäßig erschienen in den 1920er Jahren von ihm zahlreiche Illustrationen in den Zeitschriften Arbeiter Illustrierte Zeitung, Die Rote Fahne, Eulenspiegel, Der Querschnitt, Ulk, Simplizissimus, Uhu und Der Gegner (gegründet von Franz Jung).
Auch als Buchillustrator trat Schlichter in Erscheinung. In dem 1923 im O. C. Recht-Verlag in München erschienenen Werk Oscar Wilde. The Ballad of Reading Gaol stammen 61 Radierungen von ihm. Für ein mehrbändiges Bilderlexikon der Erotik fertigte Schlichter ab 1928 eine Vielzahl von Illustrationen an.
In seinem Nachlass finden sich ungezählte pointierte Einzelskizzen, die sich speziell dem süffisant-erotischen Thema „Stiefel“ widmen. Schlichters besonderer Fokus lag auf „Knopfstiefeln“, deren von ihm so wahrgenommene Anmutung er mit Detailverliebtheit in vielen Zeichnungen zu Papier brachte. Zahlreiche Gemälde aus den 1920er Jahren und eine Vielzahl seiner Porträts (z. B. die seiner Ehefrau Speedy) zeigen Personen in auffälligen, nach vorn hin spitz zulaufenden Schuhen. Schlichter war an der offenen Zurschaustellung seiner eigenen Sexualität gelegen. Er wollte „durchschaut werden und seine sexuellen Vorlieben auch bildlich verarbeiten“.
In den 1930er Jahren erfolgte seine Rückbesinnung auf traditionelle Landschaftsmalerei. Während der Zeit des Zweiten Weltkrieges und danach bestimmten vom Surrealismus beeinflusste fantastische Allegorien und Historienbilder sein Werk.
Bereits um 1929 hatte Schlichter die Bekanntschaft Ernst Jüngers und von dessen Bruder Georg Friedrich gemacht. Ein auf Freundschaft basierender langjähriger Briefwechsel zwischen dem Ehepaar Schlichter und ihnen sowie Ernst Jüngers Frau Gretha ist dokumentiert. Er überdauerte die nationalsozialistische Diktatur und hielt bis in die Zeit der jungen Bundesrepublik. 1952 gingen gar beide zum vertrauten Du über – was bei Ernst Jünger selten war. Die Briefe von Jünger und Schlichter sind geprägt von Neugierde und Offenheit sowie einem hohen Maß an Gesprächskultur. Porträts von Ernst Jünger schuf Schlichter 1929 und 1937, dessen Bruder Georg Friedrich Jünger porträtierte er 1937. Literarisch tritt Ernst Jünger in der Figur des Onias in Schlichters literarischem Fragment Kreuztragung auf, an dem er 1936/42 arbeitete.
In den 1950er Jahren fand er zu einer sozialverträglichen Darstellung seiner Fantasien; Gemälde mit surrealen Endzeit-Landschaften entstanden, die von Giorgio de Chirico, Yves Tanguy oder Salvador Dalì inspiriert scheinen. Mit Dali verbanden ihn technische Virtuosität, Hingabe an seine Muse, besessene Beschäftigung mit sexueller Obsession und wortreiches Sendungsbewusstsein.
2016 wurde bei Umbauarbeiten im zeitweiligen Wohnhaus und Atelier Schlichters in Berlin-Spandau ein 30 auf 40 Zentimeter großer herumgedrehter Pflasterstein mit einer gut erhaltenen Zeichnung von ihm aus der Mitte der 1920er Jahre gefunden. Die dargestellte Szene ist „zwischen Bordell, Varieté und Kostümparty zu verorten. Sexuelle Übergriffe sind anspielungsreich in Szene gesetzt“. Der Stein wurde mit einem Schätzpreis von 20.000 bis 25.000 € versehen und 2018 auf dem Kunstmarkt angeboten. Ungewiss ist, ob von dem Stein lithographische Abzüge gemacht wurden.

## Literarisches Werk
Neben der Malerei war die Schriftstellerei Ausdruck des künstlerischen Eros, der Rudolf Schlichter zu eigen war. Mehrere bekenntnishafte Schriften, teils mit autobiographischem Bezug, liegen von ihm vor. Diese wurden von ihm mit eigenen Zeichnungen illustriert.

### Zwischenwelten
In seiner autobiographischen Erzählung Zwischenwelten, die er 1931 in Berlin herausbrachte, unternahm er einen ersten literarischen Versuch, seine erotischen Manien als „das leidenschaftliche Bekenntnis einer erotisch abwegigen Natur“ (lt. Verlagsankündigung) zu verarbeiten. Schlichter beschreibt sich selbst in der dritten Person und schildert die Begegnung mit seiner späteren Frau, Muse und Domina „Speedy“ (im Werk als „Madame S. aus Genf“ bezeichnet), der er seine stiefelfetischistischen Wünsche andient und die Bereitschaft zeigt, auf sie einzugehen und sie auf vielfältige Weise zu bedienen. Das Werk wird als Intermezzo ausgegeben, als ein Zwischenspiel zwischen zwei Lebensphasen, zwischen Schlichters Zeit in der Berliner Bohème und seiner Rückkehr in den Heimatbezug seiner schwäbischen Herkunft. Schonungslos werden intimste Gedanken, Sehnsüchte und Bedrängnisse seiner gequälten Seele bekenntnishaft offengelegt – in einer Art Selbsttherapie und Fallstudie, die – trotz ihrer „Absage an jegliches literarisches Genre“ – durch ihre „lebendige Darstellung fasziniert“. Das Buch enthält insgesamt zehn skizzenhafte Zeichnungen Schlichters, die die ungewöhnliche Liebesgeschichte zwischen dem Künstler und seiner Frau über das Literarische hinaus anschaulich machen. Unsagbares wird erst durch den Zeichenstrich Schlichters ins Bewusstsein gehoben. Beispielgebend ist die Bleistift-Skizze „Liebende“ am Ende des Buches, die darstellt, wie Speedy ihren Mann, der nach einem rasenden Eifersuchtsanfall reumütig zu ihr zurückgekehrt ist, mütterlich tröstet, während dieser – an ihren knopfstiefelbewehrten Beinen niederkauernd – sein Gesicht in ihrem Schoß birgt.
In den beiden Folgejahren veröffentlichte der Künstler zwei weitere Selbstzeugnisse: Das widerspenstige Fleisch und Tönerne Füße.

### Das widerspenstige Fleisch
1932 erschien im Ernst Rowohlt Verlag Berlin der erste Teil seiner Autobiographie mit dem Titel Das widerspenstige Fleisch. Hierin zeichnet Schlichter mit rückhaltloser Aufrichtigkeit und mit einer Bekennerwut, die die eigene Person niemals schont, ein eindringliches Bild des Milieus seiner Heimatstadt Calw (im Buch mit C… bezeichnet). Er schildert den engen Horizont ihrer Bewohner, die Geistfeindlichkeit der Familienmitglieder und veranschaulicht die bigotte, heuchlerisch-verlogene Umgebung, gegen die er schon als Kind in heftiger Gegenwehr aufzubegehren beginnt. Der hohe Realitätsgehalt seiner Schilderungen wird anschaulich gemacht durch sparsam eingestreute Dialoge in direkter Rede in der schwäbisch-alemannischen Mundart. Besonders die Gestalt der Mutter wird dadurch lebensnah dargestellt und in ihrer Resolutheit für die Leserschaft ersichtlich. Schlichters Phantasie, deren Abartigkeit schon als Kind zutage tritt, wird von ihm als lebensprägend beschrieben. Die biblische Geschichte des Alten Testaments inspiriert früh die Einbildungskraft des Kindes und liefert ihm zugleich die ersten Entwürfe für eigene malerische Betätigungen. Seine Vorliebe für blutrünstige biblische Szenen verbindet sich mit einem von ihm als wollüstig erlebten Gefallen, der auf einen dunklen Bereich seines Eros verweist: Ihn interessieren besonders solche Episoden, in denen ärmere Volksmassen gequält, arme Burschen und Mädchen wegen geringster Vergehen geschändet, Menschen zu Tode gemartert oder von Haus und Hof gejagt werden. Hieraus entwickelt der Heranwachsende eine als genussvoll empfundene sado-masochistische Leidensbereitschaft, die sich bald mit dem Liebeserlebnis verbindet. Eine instrumentale Stütze für den Adoleszenten wird seine auf Damenstiefel gerichtete erotische Passion – eine fetischistische Neigung, die bereits in frühem Alter auftritt, aber zunächst noch nicht reflektiert und ins Bewusstsein gehoben wird. Für seine aufwachende Sexualität und für Schlichters gesamtes Leben und Wirken spielt sie hingegen die zentrale Rolle. Ein erstes begehrtes Objekt dafür entdeckt der Junge innerhalb der Garderobe seiner älteren Schwester Gertrud (1884–1917), die zeitweise zum bevorzugten erotisch-konnotierten Wesen seiner näheren Umgebung wird. Der faszinierende Reiz, den ihre Knopfstiefel auf den Pubertierenden ausüben, lässt bei ihm das Bedürfnis entstehen, sie sich in regelmäßigen Abständen in aller Heimlichkeit überzustreifen, um einen Genuss für sich zu erzielen. Der Heranwachsende sieht sich dieser bei ihm stets präsenten Erotomanie zunehmend hilflos ausgeliefert. Schlichter kennzeichnet diese fetischistisch-sado-masochistischen Halluzinationen und die daraus erwachsenen grauenhaften Mord- und Folterfantasien als „unglückselige Veranlagung“.

### Tönerne Füße
Die beiden Künstlerselbstzeugnisse Schlichters sind der Schlüssel zum Verständnis seines Kunstschaffens. Während Das widerspenstige Fleisch seine Kindheit und Jugend bis zum Eintritt des späten Teenagers als Studierender in die Kunstakademie Karlsruhe umfasst, beschreibt der Anfang 1933 im Ernst Rowohlt Verlag Berlin erschienene zweite Teil Tönerne Füße die Periode zwischen der Karlsruher Ausbildungszeit und dem Beginn des Ersten Weltkriegs. Schlichter schildert darin die Anfänge seiner darstellerischen Kunstentfaltung vor dem Hintergrund des familiären Alltagslebens in Karlsruhe, wohin Teile seiner Familie, auch die Mutter, von Calw aus umgezogen sind. Erste Reisen haben Straßburg, München, Zürich und das quirlige Berlin als Ziel, wo sein ältester Bruder Max (1882–1933) sich beruflich als Küchenchef des Hotels Kaiserhof und später als Betreiber des Künstlerlokals „Restaurant Schlichter“ (1969 geschlossen) in gehobenen Gesellschaftskreisen etabliert hat. Schlichter konkretisiert in diesem Buch seine bereits im ersten Teil durchschimmernde gespaltene Natur, die von diabolisch aufgeladenem Masochismus durchwirkt ist. Aus seiner Ablehnung von Bürgerlichkeit, Moral und Sitten macht der Autor keinen Hehl, was ihn in ein Spannungsfeld mit seiner Familie treibt, die zu einem erheblichen Teil für sein Leben aufkommt. Deftige Dialekteinlagen liefern lebensnahe Schilderungen im Spannungsfeld von Bürgerlichkeit, Sexualmoral und Künstlertum. Konflikte mit der eigenen Familie, die den erotomanischen Vorlieben des Sohnes und Bruders fassungslos gegenübersteht, ferner Schilderungen von studentischen Exzessen, Saufgelagen und sexuellen Eskapaden, all dies dominiert diesen zweiten Teil seiner Lebensschilderung vor dem Hintergrund seines Kunststudiums. Der junge Schlichter beginnt, sich durch freizügige Ausdrucksweisen, durch zur Schau getragene Äußerlichkeiten (das Schminken seines Gesichts, seine Bekleidung, das Tragen von Damenstiefeln mit hohen Absätzen), als Dandy zu stilisieren, der ohne Hemmungen seine erotischen Präferenzen öffentlich macht und gleichzeitig seiner Verachtung kleinbürgerlicher Formen des Alltagslebens Ausdruck gibt. Die Charakterstudien zahlreicher Mitstudenten und Professoren der Kunstakademie sowie seiner ersten Gefährtin, der in Karlsruhe als Prostituierten tätigen Fanny, dazu Reflexionen über Politik, Philosophie und Alltagswirklichkeit im wilhelminischen Kaiserreich durchziehen diese Lebensbeichte. Dieses Buch, das mit lebensnahen Schilderungen heterosexueller, schwuler und schuhfetischistischer Sexualpraktiken durchwirkt ist, geriet schon kurz nach dem Erscheinen 1933 als „pervers-erotische Selbstdarstellung“ auf den Index der Nationalsozialisten.
Ursprünglich plante Schlichter eine Fortsetzung seiner Autobiographie. Zum dritten Band (geplanter Titel Erlösung) kam es wegen der politisch-gesellschaftlichen Umwälzungen nach Machtergreifung der Nationalsozialisten nicht mehr. Jedoch legte Dirk Heißerer 1995 – gewissermaßen als Ersatz für den fehlenden dritten Band – die kommentierte Sammlung Die Verteidigung des Panoptikums vor, mit teilweise zum ersten Mal veröffentlichten autobiographischen, zeit- und kunstkritischen Ausführungen Schlichters sowie Briefen der Jahre 1930 bis 1955.

## 1937 als „entartet“ beschlagnahmte Werke Schlichters

### Tafelbilder
- Bildnis Bert Brecht (Öl, 1926; jetzt in Bestand der Städtischen Galerie im Lenbachhaus, München)

### Aquarelle
- Kinoaufnahme (zerstört)
- Schwarzwaldbach
- Straßenszene
- Schweifender Wolf
- Der Trinker

### Druckgrafik
- Annäherung (Lithografie)
- Vampire (Farblithographie)
- Untergang
- Künstler und Modell
- Komposition mit ausbrechendem Vulkan
- Zwei Mädchen
- Anbetung
- Margot (zerstört)
- Spaziergänger (Lithografie, Blatt 80 der beschlagnahmten Zeitschrift in Mappenform 0Die Schaffenden, Jg. II, Mappe 4, 1920)
- Der Bräutigam (Lithografie, Blatt 109 der beschlagnahmten Die Schaffenden, Jg. III, Mappe 3, 1922)
- Raufende Frauen (Lithografie, Blatt 110 der der beschlagnahmten Die Schaffenden, Jg. III, Mappe 3, 1922)

### Zeichnungen
- Ausgestoßen
- Mädchen
- Mord

## Weitere Werke

### Bilder und Gemälde (Auswahl)
- Durch Ankäufe in den 1950er und 1960er Jahren kamen u. a. die Zeichnungen Ein Schreckendes Gesicht (1949), Selbstbildnis, die Illustration zu 1001 Nacht: Der Vogel Rukh (1945) sowie Der Freudenräuber (1949) in die Städtische Galerie im Lenbachhaus und Kunstbau München und ergänzen seither die vielfältige Sammlung des Hauses.[48]
- Porträt Helene Weigel, Öl auf Leinwand, 83,5 × 60 cm, 1928, Dauerleihgabe der Ernst von Siemens Kunststiftung in der Städtischen Galerie im Lenbachhaus und Kunstbau München, vor 1933 im Besitz von Alexander Granach[49]
- Porträt Ernst Jünger, 1929[50]
- Blinde Macht, Öl auf Leinwand, 179 × 100 cm, 1937
- Hausvogteiplatz, Aquarell auf Papier, 66,5 × 51,5 cm, 1926
- Domina Mea, Aquarellfarben über Tusche auf Papier, 72 × 51 cm, 1927-28, Privatbesitz
- Speedy als Madonna, Öl auf Leinwand, 78,2 × 56 cm, 1934
- Speedy als Madonna vor Schwäbischer Alb, 94 × 65 cm, 1934

### Buchpublikationen
- Der Schwager. In: Mondstein. Magische Geschichten. Mit einem Vorwort von Franz Schauwecker. Frundsberg Verlag, Berlin 1930, S. 161–184.
- Zwischenwelt. Ein Intermezzo. Pollak Verlag, Berlin-Charlottenburg [1931].
  - Wiederauflage, herausgegeben und mit einem Nachwort versehen von Dirk Heißerer; 1. Auflage des Reprints der Erstausgabe von 1931; Edition Hentrich, Berlin 1994, ISBN 3-89468-138-1.
- Das widerspenstige Fleisch. Einbandzeichnung von Hans Bohn. Verlag Ernst Rowohlt, Berlin 1932.
  - Wiederauflage, herausgegeben und mit einem Nachwort versehen von Curt Grützmacher. Mit 11 Zeichnungen von Rudolf Schlichter. Edition Hentrich, Berlin 1991, ISBN 3-89468-016-4.
- Tönerne Füße. Verlag Ernst Rowohlt, Berlin 1933.
  - Wiederauflage, herausgegeben von Curt Grützmacher mit einem Beitrag von Günter Metken. Mit 10 Zeichnungen von Rudolf Schlichter. 1. Auflage des Reprints der Erstausgabe von 1933; Edition Hentrich, Berlin 1992, ISBN 3-89468-017-2.
- Das Leben der Kaiserin Theodora. Lorch 1943.
- Das Abenteuer der Kunst. Rowohlt, Stuttgart 1949.
  - Erweiterte Neuausgabe: Das Abenteuer der Kunst und andere Texte. Herausgegeben von Dirk Heißerer. Verlag Matthes & Seitz, Berlin 1998, ISBN 3-88221-279-9.
- Tausendundeine Nacht. Federzeichnungen aus den Jahren 1940–1945. Herausgegeben und mit einer Textauswahl versehen von Günter Metken. Edition Hentrich, Berlin 1993, ISBN 3-89468-038-5.
- Die Verteidigung des Panoptikums. Autobiografische, zeit- und kunstkritische Schriften sowie Briefe 1930–1955 Herausgegeben von Dirk Heißerer. Edition Hentrich, Berlin 1995, ISBN 3-89468-190-X.
- Drohende Katastrophe. Gedichte 1931–1936. Mit sieben Zeichnungen. Verlag Ulrich Keicher, Warmbronn 1997, ISBN 3-924316-99-0.

## Ausstellungen
- 1949: Mannheim, Galerie Egon Günther, Rudolf Schlichter (35 Gemälde, Aquarelle, Zeichnungen)
- 1984: Staatliche Kunsthalle Berlin: Rudolf Schlichter 1890–1955, 1. April – 16. Mai 1984; Württembergischer Kunstverein Stuttgart, 23. Mai – 1. Juli 1984; Katalog ISBN 3-88725-069-9.
- 1997: Kunsthalle Tübingen: Rudolf Schlichter. Gemälde, Aquarelle, Zeichnungen. 13. September – 23. November 1997.
- 1998: Städtische Galerie im Lenbachhaus und Kunstbau München: Rudolf Schlichter – Bürgerschreck zwischen Provinz und Metropole, 11. März – 10. Mai 1998[51]
- 2015: Mittelrheinmuseum Koblenz: Rudolf Schlichter. Eros und Apokalypse. 14. November 2015 – 14. Februar 2016.
- 2019: Kunstmuseum Hohenkarpfen: Idylle und Apokalypse – Rudolf Schlichters Landschaften. 14. April – 21. Juli 2019.